# Понтус Јансон
Понтус Свен Густав Јансон (швед. Pontus Sven Gustav Jansson, 13. фебруар 1991) шведски је фудбалер који игра на позицији центархалфа и тренутно наступа за Брентфорд.

## Каријера
Јансон је почео сениорску фудбалску каријеру у својој отаџбини, где је играо за Малме од 2009. до 2014. Освојио је шведско првенство у три наврата: 2010, 2013. и 2014. године. Од сезоне 2014/15. био је члан италијанског Торина. Године 2016. прешао је у Лидс јунајтед, прво на позајмици, а затим од почетка 2017. године и формално постаје играч Лидса.

## Репрезентација
Године 2012. дебитовао је на званичним утакмицама за сениорску репрезентацију Шведске. 
У мају 2018. године, био је уврштен у састав Шведске на Светском првенству у Русији 2018. године.

## Трофеји
Малме
- Алсвенскан: 2010, 2013, 2014.
- Суперкуп Шведске: 2013.